# Eric Clapton World Tour 2009
Die Eric Clapton World Tour von 2009 [ˈɛrɪk klæptɒn wɜːld tʊə] (englisch für: „Eric-Clapton-Welttournee“) war eine Konzerttournee des britischen Rockmusikers Eric Clapton. Die Tournee begann am 12. Februar 2009 in Osaka und endete am 30. Juni 2009 in Los Angeles. Im Rahmen der Tournee lud der Brite einige musikalische Gäste ein, die auch mehrfach während der Tournee wiederkehrten. Dieses Prinzip wiederholte Clapton auch von 2010 bis 2011.
Im Jahr 2009 bereiste der britische Gitarrist nach langer Zeit wieder die Kontinente Asien, Europa, Nordamerika und Ozeanien während einer Tournee. Die Auftritte in Australien und Neuseeland markierten seltene Konzerte Claptons in dieser Region. Insgesamt waren der Brite und seine Band vier Monate lang intensiv auf Tournee und traten mehr als 40-mal auf. Clapton besuchte außerdem das Vereinigte Königreich sowie die Länder Japan, Irland und die Vereinigten Staaten.

## Tourneegeschehen
Angekündigt wurde der Japan-Leg der Tournee am 27. November 2008. Die Konzerte in der Super Arena von Saitama mit Jeff Beck wurden am 6. Januar zum Kalender hinzugefügt. Clapton begann die Tournee am 12. Februar in Osaka und tourte bis zum 28. Februar durch das Land Japan. Das Highlight der Konzerte in Asien waren die beiden Auftritte, die Clapton gemeinsam mit Beck in der ausverkauften Arena in Saitama vor über 65.000 Zuschauern bestritt. Es war das erste Konzert von Beck und Clapton, das nicht während eines Festivals stattfand. Anfang März reiste der Brite für ein ausverkauftes Konzert nach Neuseeland und ließ drei ausverkaufte Auftritte in Australien folgen. Das Konzert in Melbourne sollte ursprünglich am 11. März stattfinden, wurde aber einen Tag vorverlegt.
Anfang März wurden auch Claptons Konzerte, die in Europa stattfinden sollten, angekündigt. Ebenso wurden Vorgruppen und Gäste genannt, die mit Clapton auftreten würden. Um die Kartenverkäufe in Europa zu maximieren, fanden öffentliche Ausschreibungen und Gewinnspiele zu den Konzerten statt. Bis auf das Konzert in Manchester waren auch hier alle Veranstaltungen ausverkauft. Am 19. Mai 2009 erreichte Clapton mit seinem Konzert den 150. Auftritt in der Londoner Royal Albert Hall. Er war damit Rekordhalter als Künstler mit den meisten Auftritten in der Arena. Im Jahr 2014 erreichte der Brite einen weiteren Meilenstein in der Halle. Der Europa-Leg endete am 31. Mai. Am 11. Februar wurde die US-Tour vom 10. bis 30. Juni mit Steve Winwood angekündigt. Auch diese Konzerte waren fast ausverkauft.

## Besetzung
Es traten folgende Künstler (permanent oder gastierend) und Vorgruppen auf.
| - Eric Clapton – Gitarre, Gesang - Doyle Bramhall II – Gitarre, Gesang - Andy Fairweather Low – Gitarre, Gesang - Chris Stainton – Keyboard - Tim Carmon – Keyboard - Willie Weeks – Bassgitarre - Abe Laboriel, Jr. – Schlagzeug | - Steve Gadd – Schlagzeug - Michelle John – Begleitgesang - Sharon White – Begleitgesang - Jeff Beck – Gitarre (21.–22. Februar) - David Sancious – Keyboard (21.–22. Februar) - Tal Wilkenfeld – Bassgitarre (21.–22. Februar) - Vinnie Colaiuta – Schlagzeug (21.–22. Februar) | - Steve Winwood – Gitarre, Keyboard (nur US-Leg) - Buddy Guy – Gitarre, Gesang (Gast; 17. Juni) - Danny McCrum Band – Vorgruppe - Jeff Lang – Vorgruppe - Ian Moss – Vorgruppe - Arc Angels – Vorgruppe |

## Setlist
Während der gesamten Tournee änderte Clapton seine Setlist für einzelne Abschnitte. Während der Japan-Tournee im Februar 2009 trug der britische Rockmusiker vorwiegend eine Mischung aus Blues-Titeln wie Hoochie Coochie Man, Key to the Highway und Driftin’ Blues sowie Erfolgsstücke wie Running on Faith, Wonderful Tonight und Layla vor. Die Auswahl von Blues-Titeln variierte der Brite jedoch stetig. Während Claptons Auftritten in Doppelbesetzung mit Beck in Saitama verkürzte der Brite seine Setlist um die Hälfte und trug klassische Blues-Stücke und Hits aus seinem Repertoire gemeinsam mit Beck vor. Zuvor spielte Beck sein Material. Für seine Konzerte in Ozeanien behielt Clapton das Setlist-Prinzip der Soloauftritte bei, variierte jedoch weniger.
Im Rahmen des Europa-Teils der Konzerttournee spielte Clapton nun nicht mehr 18 oder mehr Stücke während eines Konzertes, sondern oftmals auch nur 16 Stücke inklusive Zugabe. In Europa ließ sich der britische Sänger auch nur auf eine Zugabe pro Abend ein. Zum Abschluss der Tournee in Nordamerika trug Clapton nun jede Setlist gemeinsam mit Winwood vor. Der Brite trug nun nicht mehr so viele Blues-Stücke im Vergleich zu seinen Soloshows vor und wählte stattdessen Material wie Presence of the Lord, Had to Cry Today oder Dear Mr. Fantasy aus seiner Zeit mit Blind Faith aus. Auch hier trug Clapton nur eine Zugabe vor, spielte jedoch nun 22 Stücke pro Konzert. Ein Konzert dauerte zwischen zwei und zweieinhalb Stunden.

## Konzerttermine
| Datum            | Stadt           | Land                   | Veranstaltungsort        | Besucherzahl             | Einnahmen     |
| Asien            | Asien           | Asien                  | Asien                    | Asien                    | Asien         |
| ---------------- | --------------- | ---------------------- | ------------------------ | ------------------------ | ------------- |
| 12. Februar 2009 | Osaka           | Japan                  | Ōsaka-jō Hall            | N.N.                     | N.N.          |
| 13. Februar 2009 | Osaka           | Japan                  | Ōsaka-jō Hall            | N.N.                     | N.N.          |
| 15. Februar 2009 | Tokio           | Japan                  | Nippon Budōkan           | N.N.                     | N.N.          |
| 18. Februar 2009 | Tokio           | Japan                  | Nippon Budōkan           | N.N.                     | N.N.          |
| 19. Februar 2009 | Tokio           | Japan                  | Nippon Budōkan           | N.N.                     | N.N.          |
| 21. Februar 2009 | Saitama         | Japan                  | Super Arena              | 65.450 / 65.450          | $9.543.022    |
| 22. Februar 2009 | Saitama         | Japan                  | Super Arena              | 65.450 / 65.450          | $9.543.022    |
| 24. Februar 2009 | Tokio           | Japan                  | Nippon Budōkan           | N.N.                     | N.N.          |
| 25. Februar 2009 | Tokio           | Japan                  | Nippon Budōkan           | N.N.                     | N.N.          |
| 27. Februar 2009 | Tokio           | Japan                  | Nippon Budōkan           | N.N.                     | N.N.          |
| 28. Februar 2009 | Tokio           | Japan                  | Nippon Budōkan           | N.N.                     | N.N.          |
| Ozeanien         |                 |                        |                          |                          |               |
| 4. März 2009     | Auckland        | Neuseeland             | Vector Arena             | 10.345 / 10.345          | $945.201      |
| 7. März 2009     | Hunter Valley   | Australien             | Hope Estate Winery       | 35.000 / 35.000          | $3.290.211    |
| 8. März 2009     | Sydney          | Australien             | Entertainment Centre     | 11.850 / 11.850          | $999.805      |
| 10. März 2009    | Melbourne       | Australien             | Rod Laver Arena          | 13.021 / 13.021          | $932.011      |
| Europa           |                 |                        |                          |                          |               |
| 11. Mai 2009     | Dublin          | Irland                 | The O2                   | 11.050 / 11.050          | $889.333      |
| 13. Mai 2009     | Liverpool       | Vereinigtes Konigreich | Echo Arena               | 8.751 / 8.751            | $711.375      |
| 14. Mai 2009     | Manchester      | Vereinigtes Konigreich | M.E.N. Arena             | 12.120 / 12.500          | $975.028      |
| 16. Mai 2009     | London          | Vereinigtes Konigreich | Royal Albert Hall        | 52.415 / 52.415          | $8.970.043    |
| 17. Mai 2009     | London          | Vereinigtes Konigreich | Royal Albert Hall        | 52.415 / 52.415          | $8.970.043    |
| 19. Mai 2009     | London          | Vereinigtes Konigreich | Royal Albert Hall        | 52.415 / 52.415          | $8.970.043    |
| 20. Mai 2009     | London          | Vereinigtes Konigreich | Royal Albert Hall        | 52.415 / 52.415          | $8.970.043    |
| 22. Mai 2009     | London          | Vereinigtes Konigreich | Royal Albert Hall        | 52.415 / 52.415          | $8.970.043    |
| 23. Mai 2009     | London          | Vereinigtes Konigreich | Royal Albert Hall        | 52.415 / 52.415          | $8.970.043    |
| 25. Mai 2009     | London          | Vereinigtes Konigreich | Royal Albert Hall        | 52.415 / 52.415          | $8.970.043    |
| 26. Mai 2009     | London          | Vereinigtes Konigreich | Royal Albert Hall        | 52.415 / 52.415          | $8.970.043    |
| 28. Mai 2009     | London          | Vereinigtes Konigreich | Royal Albert Hall        | 52.415 / 52.415          | $8.970.043    |
| 29. Mai 2009     | London          | Vereinigtes Konigreich | Royal Albert Hall        | 52.415 / 52.415          | $8.970.043    |
| 31. Mai 2009     | London          | Vereinigtes Konigreich | Royal Albert Hall        | 52.415 / 52.415          | $8.970.043    |
| Nordamerika      |                 |                        |                          |                          |               |
| 10. Juni 2009    | East Rutherford | Vereinigte Staaten     | Izod Center              | N.N.                     | N.N.          |
| 12. Juni 2009    | Philadelphia    | Vereinigte Staaten     | Wachovia Center          | N.N.                     | N.N.          |
| 13. Juni 2009    | Washington      | Vereinigte Staaten     | Verizon Center           | N.N.                     | N.N.          |
| 15. Juni 2009    | Columbus        | Vereinigte Staaten     | Schottenstein Center     | N.N.                     | N.N.          |
| 17. Juni 2009    | Chicago         | Vereinigte Staaten     | United Center            | 15.012 / 15.012          | $1.694.150    |
| 18. Juni 2009    | St. Paul        | Vereinigte Staaten     | Xcel Energy Center       | 12.825 / 12.825          | $1.451.750    |
| 20. Juni 2009    | Omaha           | Vereinigte Staaten     | Qwest Center             | N.N.                     | N.N.          |
| 21. Juni 2009    | Denver          | Vereinigte Staaten     | Pepsi Center             | N.N.                     | N.N.          |
| 23. Juni 2009    | Dallas          | Vereinigte Staaten     | American Airlines Center | 13.605 / 13.605          | $1.597.675    |
| 24. Juni 2009    | Houston         | Vereinigte Staaten     | Toyota Center            | 11.746 / 12.800          | $1.439.635    |
| 26. Juni 2009    | Glendale        | Vereinigte Staaten     | Jobing.com Arena         | 15.921 / 15.921          | $1.865.321    |
| 27. Juni 2009    | Las Vegas       | Vereinigte Staaten     | MGM Grand Garden Arena   | 14.982 / 14.982          | $1.730.044    |
| 29. Juni 2009    | Oakland         | Vereinigte Staaten     | Oracle Arena             | 17.596 / 17.596          | $2.709.544    |
| 30. Juni 2009    | Los Angeles     | Vereinigte Staaten     | Hollywood Bowl           | 17.013 / 17.013          | $2.668.150    |
| Zusammenfassung  | Zusammenfassung | Zusammenfassung        | Zusammenfassung          | 338.702 / 340.136 (99 %) | + $42.412.298 |

## Memorabilien
Im Zuge der Welttournee gab es eine Vielzahl von Fanartikeln und raren Memorabilien, die kurz vor und nach den Konzerten vertrieben wurden. Während des Japan-Legs konnten Besucher ein offizielles Tournee-Programm (alle Konzerte nach Tourneeende), Jacken, Basecaps, Zubehör zum Mobiltelefon, Tote Bags sowie T-Shirts erwerben. Als Clapton seine Konzerte in Japan abhielt, war es ebenso möglich während dieses Zeitraums, ein limitiertes T-Shirt in schwarzer Farbe mit dem Logo von Duck Records mit japanischer Kopfbinde weltweit im Internetgeschäft von Clapton zu erwerben. Eine Vielzahl von bedruckten Kaffeetassen und Konzertplakaten waren ebenfalls erhältlich und streng limitiert.

## Rezeption
Rolling-Stone-Kritiker Daniel Kreps bezeichnete die anfänglichen Konzerte der Japan-Tournee als „rauchend [und] brillant […]“. Journalist Matt Greenop von der New Zealand Herald fand ausschließlich positives zu Claptons Konzert in der Vector Arena. Er Kritiker lobte Claptons Darbietung von Blues-, Pop- und Rockliedern an einem Abend. Das Gitarrenspiel des britischen Musikers sei „deutbar, klar, kompetent [und] fantastisch“ gewesen. Auch die Band mit der Clapton an dem Abend auftrat wurde von Greenop gelobt. Sie sei zur Atmosphäre und zum Künstler „perfekt passend“, so der Journalist. Als einzigen negativen Kritikpunkt notierte Greenop, dass der Brite mehr Lieder hätte spielen sollen, „vor allem wenn die Eintrittspreise bis zu fast kriminellen 399 Dollar hoch gingen“.
Laut dem Billboard Magazin war das Wiedersehen mit Winwood in den Vereinigten Staaten ein voller Erfolg, jedoch sehr kräftezehrend für Clapton, der sich schwer an die neue Setlist angepasst habe, so die Journalisten. Trotzdem lobte die Publikation die gemeinsamen Auftritte sowie die Songauswahl und markierte, dass die Konzerte die Zuschauer mit „großem verbleibenden Appetit“ zurückgeblieben haben.